# Blutrausch (1977)
Im Blutrausch (Originaltitel: Eaten Alive) ist ein US-amerikanischer Horrorfilm aus dem Jahre 1977. Regie führte Tobe Hooper.

## Handlung
Die Prostituierte Clara wird von ihrer Chefin aus ihrem Bordell geworfen, nachdem sie sich geweigert hatte, den Freier Buck zu bedienen. Clara will die Nacht in einem abgelegenen Hotel verbringen, wo sie auf den geistesgestörten Redneck Judd trifft, dem das Hotel gehört. Hinter der Veranda hält Judd ein ausgewachsenes Nilkrokodil als Haustier und nachdem er realisiert, dass Clara im horizontalen Gewerbe tätig ist, attackiert er sie und stößt sie mit einem Rechen in den Sumpf, wo das Krokodil sie tötet und verspeist.
Bald darauf kommt das Paar Faye und der gestörte Roy im Hotel an. Sie werden von ihrer jungen Tochter Angie begleitet. Angies Hund wird vom Krokodil gefressen und Angie ist untröstlich. Faye und Roy versuchen sie zu beruhigen. Währenddessen kommen Harvey Wood und seine Tochter Libby in das Hotel und suchen nach Informationen über Clara, Harveys Tochter. Sie bleiben aber nicht lange, sondern machen sich zum Bordell auf. Roy entschließt sich das Krokodil zu erschießen. Judd attackiert ihn mit einer Sense und verfüttert ihn dann ans Krokodil. Faye wird von Judd gejagt und gefesselt.
Zusammen mit Sheriff Martin befragen Harvey und Libby Miss Hattie, Claras ehemalige Chefin, die behauptet, nichts zu wissen.
Harvey fährt allein zum Hotel, wo Judd ihn attackiert und an das Krokodil verfüttert.  Buck und Lynnette begeben sich zum Hotel, wo Judd Buck in den Sumpf stößt, wo dieser vom Krokodil gefressen wird. Lynette kann fliehen. Libby und Angie liefern sich mit Judd im Hotel einen Kampf auf Leben und Tod in dessen Verlauf es schließlich gelingt, Judd in den Sumpf zu stoßen, wo er von seinem eigenen Krokodil gefressen wird.

## Synchronisation
Es existieren zwei deutsche Synchronfassungen. Die erste entstand bei der MGS-Synchron GmbH in Düsseldorf. Ela Behrends schrieb das Dialogbuch und führte Regie. Die zweite Synchronfassung entstand für eine Veröffentlichung auf DVD.
| Rolle          | Darsteller        | Synchronsprecher (1980) | Synchronsprecher (2005)   |
| -------------- | ----------------- | ----------------------- | ------------------------- |
| Faye           | Marilyn Burns     | Maria Barring           | ?                         |
| Judd           | Neville Brand     | Heinz Theo Branding     | Michael Telloke           |
| Harvey Wood    | Mel Ferrer        | Peter Oehme             | Peter Reinhardt           |
| Miss Hattie    | Carolyn Jones     | Elisabeth Scherer       | Barbara Ratthey           |
| Clara Wood     | Roberta Collins   | Monika Barth            | ?                         |
| Libby Wood     | Crystin Sinclaire | Monika Barth            | Ulrike Stürzbecher        |
| Buck           | Robert Englund    | Renier Baaken           | Sebastian Christoph Jacob |
| Roy            | William Finley    | Peer Augustinski        | Rüdiger Evers             |
| Sheriff Martin | Stuart Whitman    | Wolf Martienzen         | Raimund Krone             |
| Lynette        | Janus Blythe      | Christiane Hecker       | ?                         |

## Video nasty
Der Film gehörte im Vereinigten Königreich Anfang der 1980er Jahre zu den Filmen, die verboten waren, den sogenannten Video Nasties. Während dieser Aktion sollten besonders brutale Filme aus dem Verkehr gezogen werden.
Der Film wurde unter zahlreichen Alternativtiteln veröffentlicht.

## Kritik
Eaten Alive wurde von der Kritik sehr schlecht beurteilt. Die Kritikauswertung Rotten Tomatoes analysierte 18 Kritiken, von denen sechs positiv waren.